# Ingeniería en mantenimiento industrial
Ingeniería en Mantenimiento Industrial es una rama de la ingeniería que cuenta con un conjunto de conocimientos, habilidades y actitudes para aplicar métodos, técnicas y herramientas en la administración del mantenimiento a instalaciones, maquinaria y equipo, en la mejora de los procesos productivos, en el desarrollo del personal, en la aplicación de normas de calidad y de seguridad e higiene. Esta ingeniería se basa en ciencias como las matemáticas aplicadas o la física. Su área de aplicaciones es en la mecánica, el mantenimiento, procesos productivos, electrónica, electricidad, automatización, uso de software y robótica principalmente, con el fin de también contribuir al desarrollo tecnológico.